# Romana (manzana)
Romana es el nombre de una variedad cultivar de manzano (Malus domestica). Esta manzana es originaria de Galicia, está cultivada en la colección de árboles frutales y banco de germoplasma de Mabegondo con el Nº 37; ejemplares procedentes de esquejes localizados en San Martiño de Andrade, parroquia del municipio de Puentedeume (La Coruña).

## Sinónimos
- "Manzana Romana",[4][5]
- "Maceira Romana".

## Características
El manzano de la variedad 'Romana' tiene un vigor vigoroso, productivo. Tamaño grande y porte erguido.
Brotación (C3): 12 abril
Floración (F2): 29 abril
Recolección (K): 26 septiembre
Época de inicio de brotación a partir del 12 de abril y de floración a partir de 29 de abril.
Las hojas tienen una longitud del limbo de tamaño medio, con la máxima anchura del limbo media. Longitud de las estípulas es corta y la máxima anchura de las estípulas es desconocido. Denticulación del borde del limbo es serrado, con la forma del ápice del limbo mucronado y la forma de la base del limbo es obtuso. Con subestípulas presentes.
Sus flores tienen una longitud de los pétalos media, anchura de los pétalos es ancha, disposición de los pétalos superpuestos entre sí, con una longitud del pedúnculo media.
La variedad de manzana 'Romana' tiene un fruto de tamaño medio, de forma plana-globosa, de color rojo, con chapa completa, y de intensidad fuerte. Epidermis de textura desigual, sin pruina en su superficie, y con presencia de cera débil. Sensibilidad al "russeting" (pardeamiento áspero superficial que presentan algunas variedades) poco sensible. Con lenticelas de tamaño pequeño.
Los sépalos están dispuestos erectos, y superpuestos en su base; su fosa calicina es muy profunda de una anchura ancha. Pedúnculo de grosor grueso y de longitud medio, siendo la cavidad peduncular de una profundidad media y de anchura media. Con pulpa de color verde, de firmeza es firme y textura intermedia; su jugosidad es jugosa con sabor de acidez media, y poco aromática.
Época de maduración y recolección a partir del 26 de septiembre. 'Romana' es una manzana que su destino es la conservación de esta variedad en el banco de germoplasma de Mabegondo como reserva genética.

## Susceptibilidades
- Oidio: ataque medio
- Moteado: no presenta
- Raíces aéreas: no presenta
- Momificado: no presenta
- Pulgón lanígero: no presenta
- Pulgón verde: no presenta
- Araña roja: no presenta
- Chancro del manzano: no presenta[3]